# Alenquer
Alenquer – miejscowość w Portugalii, leżąca w dystrykcie Lisboa, w regionie Centrum w podregionie Oeste. Miejscowość jest siedzibą gminy o tej samej nazwie.

## Demografia
| Liczba ludności gminy Alenquer (1801–2011) | Liczba ludności gminy Alenquer (1801–2011) | Liczba ludności gminy Alenquer (1801–2011) | Liczba ludności gminy Alenquer (1801–2011) | Liczba ludności gminy Alenquer (1801–2011) | Liczba ludności gminy Alenquer (1801–2011) | Liczba ludności gminy Alenquer (1801–2011) | Liczba ludności gminy Alenquer (1801–2011) | Liczba ludności gminy Alenquer (1801–2011) | Liczba ludności gminy Alenquer (1801–2011) |
| ------------------------------------------ | ------------------------------------------ | ------------------------------------------ | ------------------------------------------ | ------------------------------------------ | ------------------------------------------ | ------------------------------------------ | ------------------------------------------ | ------------------------------------------ | ------------------------------------------ |
| 1801                                       | 1849                                       | 1900                                       | 1930                                       | 1960                                       | 1981                                       | 1991                                       | 2001                                       | 2004                                       | 2011                                       |
| 10 569                                     | 10 005                                     | 24 774                                     | 30 015                                     | 34 998                                     | 34 575                                     | 34 098                                     | 39 180                                     | 42 932                                     | 43 267                                     |

## Sołectwa
Sołectwa gminy Alenquer (ludność wg stanu na 2011 r.)
- Abrigada - 3320 osób
- Aldeia Galega da Merceana - 2079 osób
- Aldeia Gavinha - 1142 osoby
- Cabanas de Torres - 989 osób
- Cadafais - 1734 osoby
- Carnota - 1678 osób
- Carregado - 11 707 osób
- Meca - 1719 osób
- Olhalvo - 1907 osób
- Ota - 1289 osób
- Pereiro de Palhacana - 577 osób
- Ribafria - 970 osób
- Santo Estêvão - 6687 osób
- Triana - 4134 osoby
- Ventosa - 2173 osoby
- Vila Verde dos Francos - 1162 osoby